# Janina Milewska-Duda
Janina Milewska-Duda (ur. 1 stycznia 1949 w Gorzowie Wielkopolskim) – polska profesor nauk chemicznych, związana z krakowską Akademią Górniczo-Hutniczą. Matka prezydenta RP Andrzeja Dudy.

## Życiorys

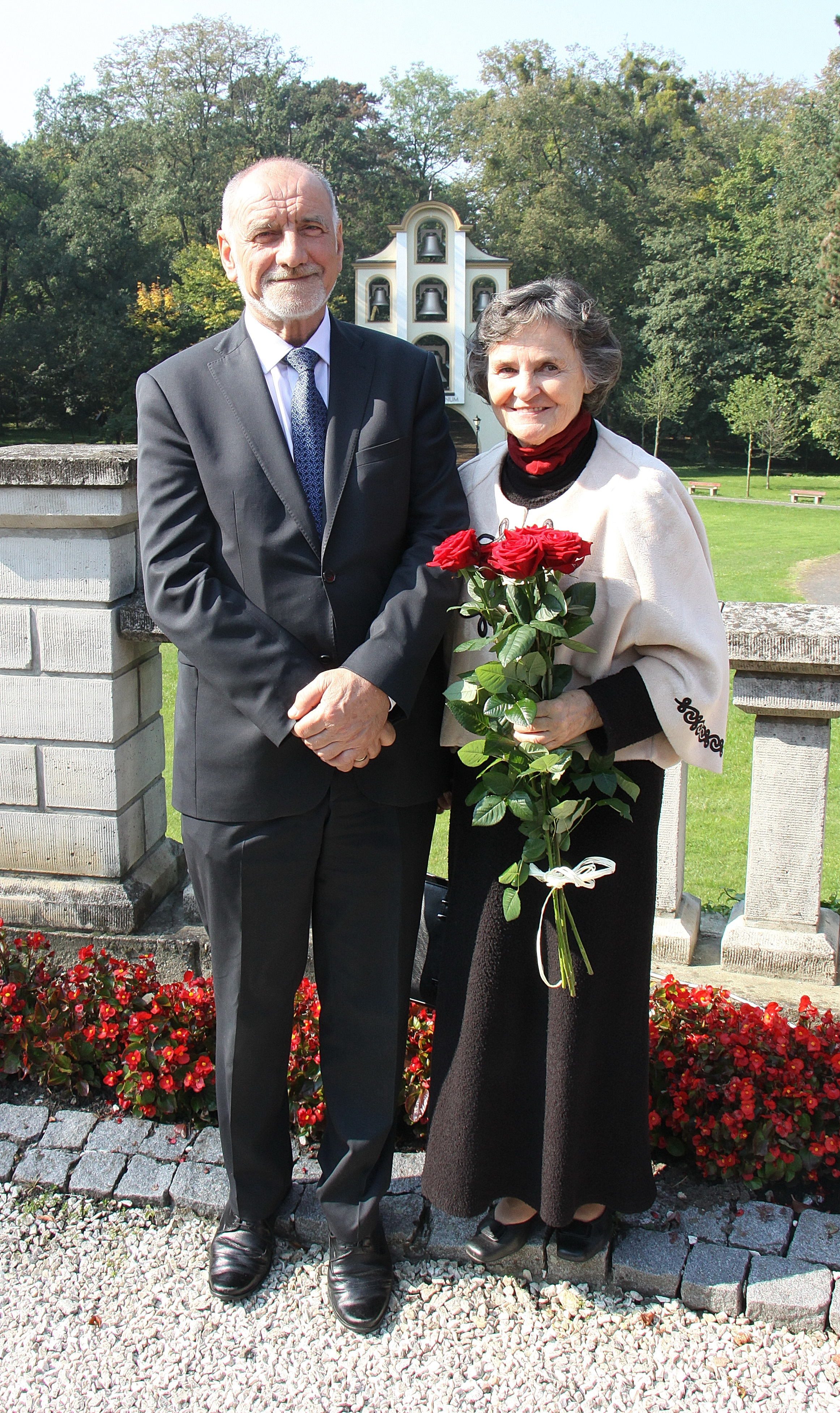
Janina Milewska-Duda wraz z mężem Janem Dudą w Kamieniu Śląskim (2017)

Habilitowała się w 1990 roku na Politechnice Wrocławskiej na podstawie oceny dorobku naukowego i rozprawy pod tytułem „Model matematyczny stanów równowagowych procesu sorpcji substancji małocząsteczkowych w węglu kamiennym”. Tytuł naukowy profesora nauk chemicznych został jej nadany w 2001. Pracowała jako profesor w Katedrze Technologii Paliw Wydziału Energetyki i Paliw AGH. W latach 1999–2005 (przez dwie kadencje) była także dziekanem tego wydziału.
Zainteresowania badawcze J. Milewskiej-Dudy dotyczą m.in. fizykochemii sorbentów i polimerów, technologii chemicznej, chemii organicznej i bioorganicznej.
We wrześniu 2019 roku przeszła na emeryturę.
Weszła w skład komitetu wspierającego kandydaturę Karola Nawrockiego na prezydenta RP w wyborach w 2025.

## Życie prywatne
Od 1970 roku zamężna z Janem Dudą (także profesorem na AGH), ma troje dzieci: syna, Andrzeja, będącego prawnikiem i prezydentem  RP i dwie córki:  Annę i Dominikę.